# Тужа-Нова
Тужа-Нова (пол. Turza Nowa, нім. Wolfsried-Räumung) — село в Польщі, у гміні Тлухово Ліпновського повіту Куявсько-Поморського воєводства.
Населення — 68 осіб (2011).
У 1975-1998 роках село належало до Влоцлавського воєводства.

## Демографія
Демографічна структура станом на 31 березня 2011 року:
|          | Загалом | Допрацездатний вік | Працездатний вік | Постпрацездатний вік |
| -------- | ------- | ------------------ | ---------------- | -------------------- |
| Чоловіки | 40      | 8                  | 31               | 1                    |
| Жінки    | 28      | 2                  | 18               | 8                    |
| Разом    | 68      | 10                 | 49               | 9                    |